# Remington Модель 600
Remington Arms Модель 600 — гвинтівка з ковзним затвором, яку випускала компанія Remington Arms в період 1964—1968 років. Хоча заведено вважати, за даними представників Remington, було завершено в 1967 році, записи зазначають рік припинення виробництва 1968. Ця гвинтівка була попередницею Моделі 660 (випускали в 1968—1971), Моделі Mohawk 600 (випускали в 1972—1979) та Моделі 673 (випускали у 2003—2004).

## Опис
Найпомітнішою особливістю гвинтівки є вентильована планка на стволі. Було випущено приблизно 94086 гвинтівок під різні набої: .222 Remington, .223 Remington, 6mm Remington, 6.5mm Remington Magnum, .243 Winchester, .308 Winchester, .35 Remington, .350 Remington Magnum.
Найрідкіснішою є гвинтівка під набій .223 Remington; було випущено лише 227 штук — більшість в останній рік виробництва. До того як цю версію додали до виробничої серії, можна було замовити Модель 600 під набій .223 в спеціальній збройній майстерні. В 1966 році принаймні одні Модель 600 під набій .223 випустила Remington Custom Shop. Наступна модель, Remington Mohawk 600 (1972—1979), представлена під набої .222, .243 та .308, була випущена серією лише в 142 одиниці з ложею Mannlicher. Але найрідкіснішою є і залишається Original Модель 600 під набій .223.

## Варіант
У виробничій лінійці було кілька варіантів гвинтівки: (1) 600 Magnum Carbine, (2) 75th Anniversary Montana Statehood/100th Anniversary Montana Territory та (3) Remington 600 Mohawk

### Remington Модель 600 Magnum
Схожа на Модель 600, окрім того, що заряджалася набоями 6.5mm Remington Magnum та .350 Remington Magnum. Мала ламіновану горіхову ложу, затильник та антабки.

### Remington Модель 600 Mohawk

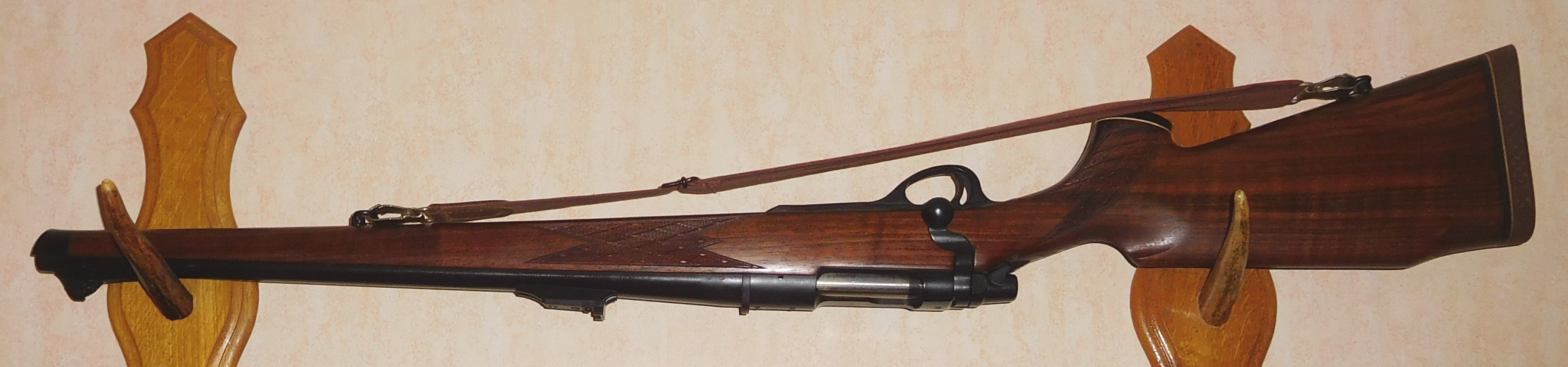
Модель 600 Mohawk.

: Така сама як і Модель 600 окрім ствола довжиною 18,5 дюйм (47 см) без планки. Це була рекламна модель, яку випускали в період 1971—1980.

## Популярність
Хоча більшість її власників полюбляли Модель 600 та її нащадків, гвинтівку сильно критикували за її зовнішній вигляд, попри відмінну стрільбу з неї. Довжина оригінального ствола в 18,5 дюймів призвела до появи потужного дулового спалаху, особливо при стрільбі набоями .350 Rem Mag. Через це в пізніших моделях відмовилися від використання набою .350 Rem Mag. Компанія Remington припинила використовувати набій наприкінці 1970-х років і знов використала його у 2003 році у гвинтівці Модель 673.
Увагу до серії 600 привернули праці Джефа Купера, який використав Модель 600, як основу для своїх розвідувальних гвинтівок «Scout I» та «Super Scout».